# 米切爾斯角 (加利福尼亞州)
米切爾斯角（英語：Mitchells Corner）是位於美國加利福尼亞州克恩縣的一個非建制地區。該地的面積和人口皆未知。

## 地理
米切爾斯角的座標為35°13′25″N 118°50′32″W / 35.22361°N 118.84222°W，而該地的平均海拔高度為141米（即463英尺）。